# История Швейцарии
После окончания наполеоновских войн, начиная с 1815 года Швейцария соблюдает политический и военный нейтралитет.
Это позволило ей избежать разрушительных последствий двух мировых войн в XX веке. Однако так было не всегда. Начиная ещё со времён Древнего Рима находились желающие присоединить эти альпийские долины к своим владениям. Особенно интерес к ним возрос в средние века, когда они оказались на пересечении транспортных путей с севера Европы в Италию и с запада Европы на восток. Годом основания Швейцарии считается 1291 год, когда жители трёх альпийских долин заключили соглашение о взаимной поддержке в случае нападения. К 1513 году количество членов союза достигло 13. Через полтора десятилетия в Швейцарии началась Реформация, и последующие три века продолжалось противостояние между католиками и протестантами, неоднократно выливавшееся в кровопролитные войны. С 1798 года и до поражения Наполеона при Ватерлоо Швейцария находилась под властью Франции. В последующие годы шла борьба между патрицианской властью отдельных кантонов и сторонниками преобразования Швейцарии в цельное государство на демократических началах, которая завершилась в 1848 году победой последних. Была принята конституция и создан федеральный парламент, и с тех пор наступил период спокойного развития Швейцарской конфедерации.

## Швейцария до образования союза (до 1291)

### Доисторический период
Как доказывают многочисленные[какие?] раскопки, территория, ставшая позже Швейцарией, была местом обитания человека ещё в эпоху каменного века.
Археологические находки свидетельствуют о том, что уже 150—250 тысяч лет назад на территории Швейцарии обитали неандертальцы. Примерно 40 тысяч лет назад здесь поселился человек разумный. Эпоха неолита дошла до Швейцарии примерно в 5-м тысячелетии до н. э. В этот период на берегах швейцарских озёр начали появляться деревянные жилища. В V—I веках до н. э. в Центральной и Западной Европе была распространена латенская культура, названная по селению Ла-Тен (La Tène) в Швейцарии, в нескольких километрах от Невшателя.

### Римская Швейцария

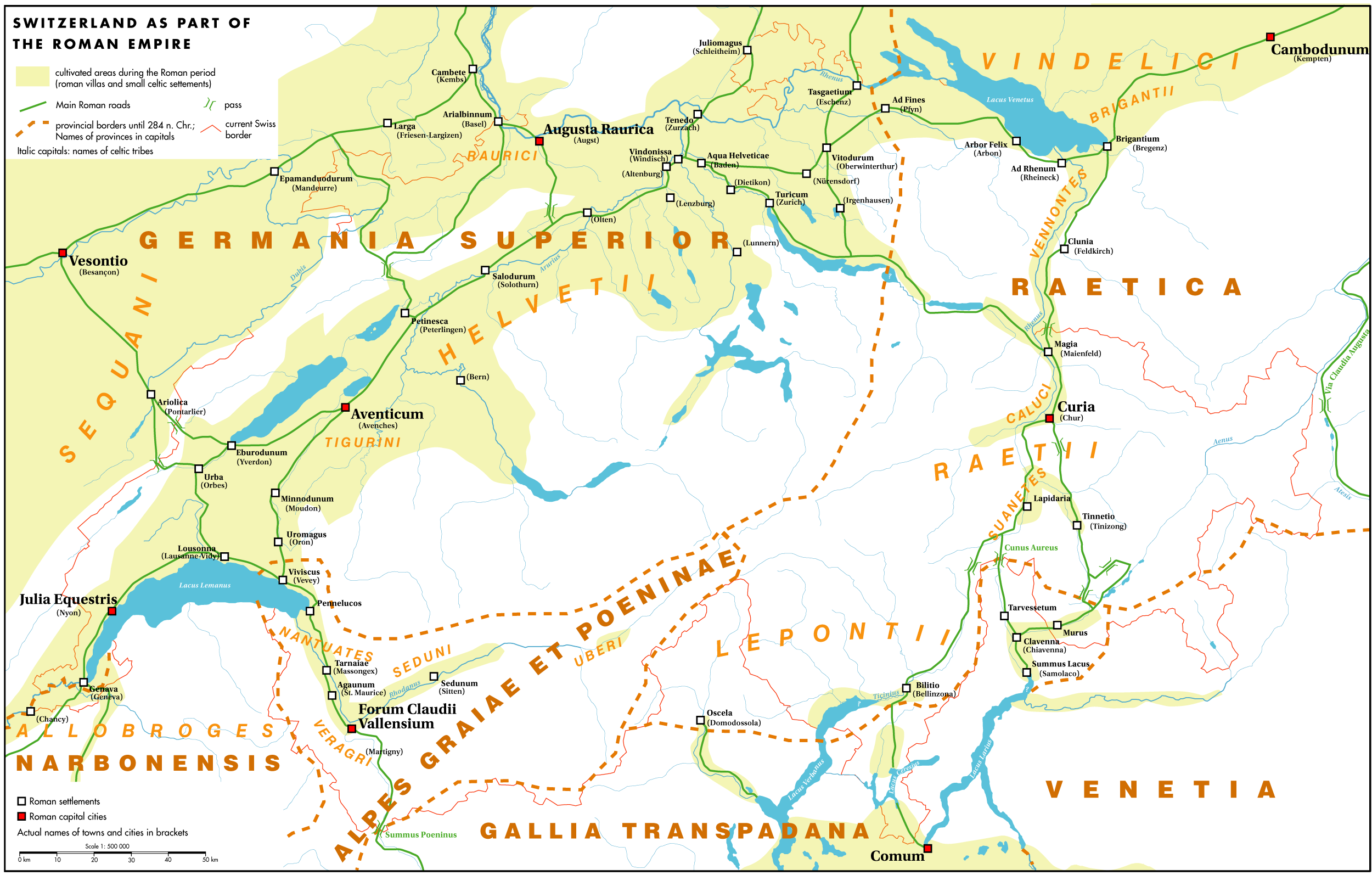
Швейцария в эпоху Древнего Рима

Во времена Римской империи, в период с V века до н. э. по IV век н. э., территорию Швейцарии населяли преимущественно кельтские племена, в первую очередь гельветы (отсюда другое название Швейцарии, Гельвеция), а на востоке — ретийцы, вероятно, родственные этрускам. Хотя греческие и римские историки описывают кельтов как варваров, археологические раскопки показывают, что у них была достаточно развитая культура.
Первое важное соприкосновение швейцарских гельветов с римлянами имело место в 107 году до н. э., когда племя тигуринов присоединилось к кимврам и тевтонам и совершило набег на Южную Галлию, где на берегах Гаронны нанесло римлянам тяжёлое поражение. В 58 году до н. э. очередной набег гельветов на Южную Галлию был отражён римскими войсками под командованием Юлия Цезаря; он оттеснил их обратно на территорию Швейцарии.
В 52 году до н. э. гельветы присоединились к восстанию галлов против Рима, но были подавлены. С тех пор началась романизация Швейцарии, продвигавшаяся вперёд медленно и постепенно, но твёрдо и неуклонно в течение нескольких веков. В 15 году до н. э. территория Швейцарии была присоединена к Римской империи. Римлянами в Швейцарии были основаны десятки городов, в том числе 4 из 5 современных городов с населением более 100 тысяч человек: Цюрих (Zurich, римск. Turicum), Базель (Basel, римск. Basilia), Женева (Geneva, римск. Geneva) и Лозанна (Lausanne, римск. Lousonna); только Берн был основан позже, в 1191 году. Главным римским городом в то время был Авентикум (Aventicum). Однако территория Швейцарии оставалась слабо заселённой как гельветами, так и римлянами; численность населения в то время оценивается в 100—200 тысяч человек.
Начиная с III века н. э. римляне начали отступать под натиском германских племён. К V веку территория Швейцарии попала под власть бургундов (на западе) и алеманнов (на севере).

### Средневековая Швейцария
Как и в остальной Европе, на территории Швейцарии в средневековье установился феодальный строй. Ещё начиная с IV века в Швейцарию начало проникать христианство, однако в VII веке его влияние значительно усилилось благодаря ирландским странствующим монахам. Один из них, Галлус, поселился в восточной Швейцарии, где в 820 году его последователями был основан первый монастырь Санкт-Галлен; позже вокруг монастыря возник город Санкт-Галлен, центр одноимённого кантона.
В IV—VIII веках Швейцария, как и соседние страны, была раздроблена на небольшие королевства. Лишь с приходом к власти у франков Карла Великого в 768 году в Западной Европе сформировалась большая империя. При нём Швейцария была разделена на десять графств (Gaue). В 843 году Верденский договор привёл к разделу Швейцарии на части: западная, вместе с Бургундией, и южная, вместе с Италией, достались императору Лотарю I, восточная, вместе со всей Алеманией — королю Людовику Немецкому. Однако около 900 года германский король подчинил себе Бургундию и Италию, а в 962 году германский король Оттон I Великий был провозглашён императором.
В 1032 году, во время правления императора Конрада II, Бургундия вошла в состав Священной Римской империи, и с тех пор в течение трёх веков, до укрепления Швейцарского союза, судьба всей Швейцарии зависела от германских императоров. Но в то же время на севере Швейцарии централизация власти проявлялась слабо, куда большим влиянием пользовались местные князья, в первую очередь Тоггенбурги, Церингены и Кибурги, а позже Габсбурги.

## Швейцарский союз (1291—1798)

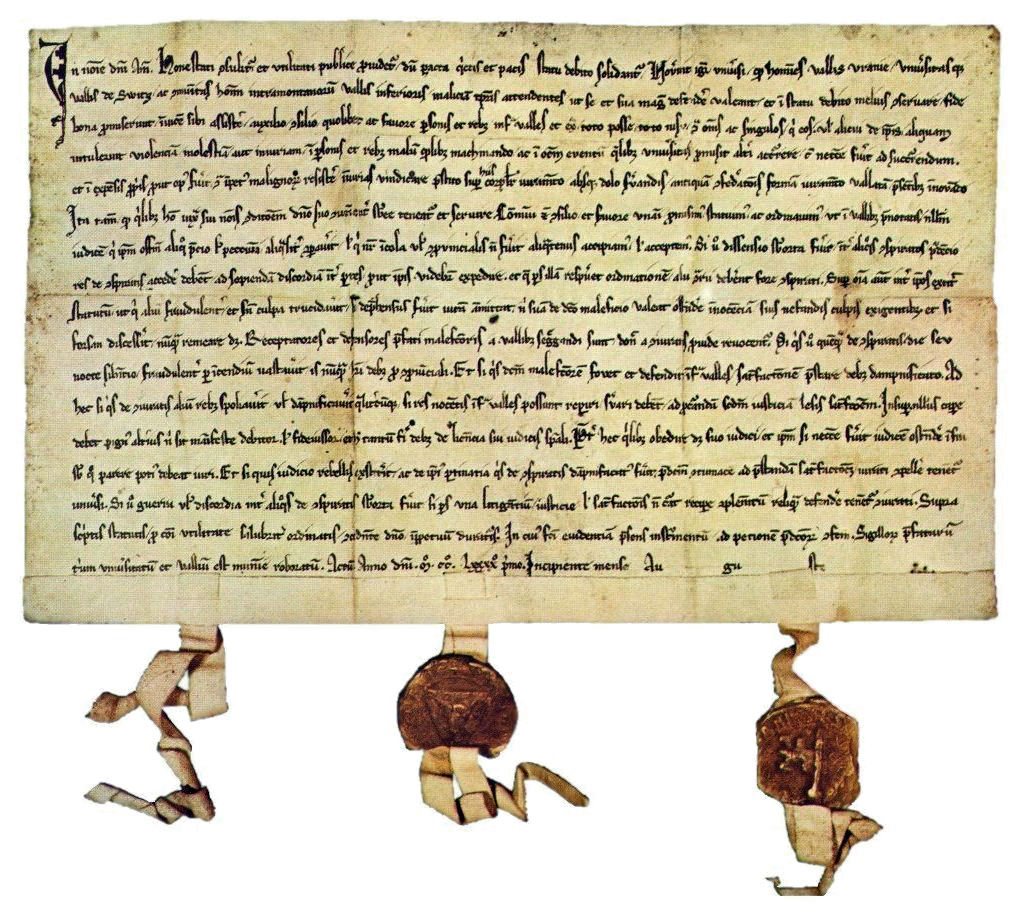
Договор 1291 года

#### Возникновение Швейцарского союза
В XI—XIII веках в Швейцарии появились новые города, такие как Берн, Люцерн и Фрибур, начала развиваться торговля. Новые технологии строительства мостов позволили начать освоение ранее недоступных территорий Альп, через которые прошли торговые пути из Средиземноморья в Центральную Европу. Один из таких торговых путей проходил через долины Ури, Швиц и Граубюнден и перевал Сен-Готард. Значение этого пути было настолько велико, что германский король Фридрих II вывел эти долины из подчинения местных князей. Однако с приходом на престол Священной Римской империи Габсбургов население этих долин, опасаясь притеснения со стороны этой династии, заключило военный договор. Он был подписан 1 августа 1291 года и объединил Ури, Швиц и Унтервальден. Подписание проходило в обстановке секретности и впоследствии обросло легендами, наиболее известные из которых легенда о клятве Рютли и народный эпос о Вильгельме Телле. Достоверно неизвестно, на самом ли деле этот договор был подписан в Рютли, также как и существовал ли Вильгельм Телль, зато сохранился оригинал договора, подлинность которого была подтверждена радиоуглеродным анализом. Акт договора, составленный на латыни, сохранился в архиве города Швица. С 1891 года 1 августа стал национальным праздником Швейцарии.
Опасения союзников были не напрасны — Габсбурги неоднократно пытались присоединить их земли с помощью военной силы, однако неизменно терпели поражения, в частности в битвах при Моргартене (1315 год), Земпахе (1386 год), Нефельсе (1388 год). В XIV веке конфедерация пополнилась пятью новыми членами: Люцерн (1332 год), Цюрих (1351 год), Цуг (1352 год), Берн и Гларус (1353 год). Однако рост количества кантонов привёл и к росту напряжённости между ними, которая вылилась в Цюрихскую войну 1440—1446 годов. Её причиной стала борьба за влияние в союзе между Цюрихом, поддерживаемым Австрией и Францией с одной стороны, и Швицем и другими кантонами с другой.
Города, вошедшие в состав Швейцарского союза, со временем получали статус вольных городов, то есть становились самостоятельными образованиями в составе Священной Римской империи. Эти города скупали земли местных обедневших аристократов и постепенно превращались в крупных землевладельцев. Города Швейцарского союза вели оживлённую торговлю с другими городами Европы, такими как Венеция, Краков, Антверпен и Лион. Вооружённые силы конфедерации были представлены добровольными отрядами молодых мужчин; многие из них становились наёмными солдатами, и это составляло значительный доход кантонов Швейцарии.
В 1460 году к Конфедерации были присоединены Зарганс и Тургау, что дало Швейцарии выход к Рейну. В 1474—1477 годах швейцарский союз участвовал в Бургундских войнах на стороне французского короля и против герцога Бургундии Карла Смелого, союзника Габсбургов. Наиболее значимыми битвами были битва при Грансоне (1476 год), битва при Муртене (1476 год) и битва при Нанси (1477 год). Карл Смелый был убит в битве при Нанси, и в результате Бургундское государство было разделено между королём Франции и династией Габсбургов. Однако между кантонами вновь возникла напряжённость при решении вопроса о приёме новых членов конфедерации. Противоречия были разрешены Штанским договором (Stanser Verkommnis) 1481 года, что дало возможность расширить союз до 13 членов к 1513 году. В 1481 году были приняты Фрибур и Золотурн. В 1499 году Священная Римская империя предприняла попытку восстановить контроль над швейцарскими территориями, что привело к Швабской войне. Германский король Максимилиан I потерпел поражение в нескольких битвах, и в результате Швейцарский союз окончательно закрепил свою фактическую независимость от Священной Римской империи (хотя номинально оставался её частью) и пополнился в 1501 году новыми членами: Базелем и Шаффхаузеном. В 1513 году был принят Аппенцелль. В том же году швейцарская армия в качестве наёмников приняла участие в битве при Новаре, позволив миланскому герцогу Массимилиано Сфорца отбить осаду города Новара французскими войсками. Однако в следующем сражении войны Камбрейской лиги, битве при Мариньяно, швейцарская армия понесла первое серьёзное поражение, потеряв около 10 тысяч убитыми, и впоследствии воздерживалась от масштабного участия в вооружённых конфликтах, хотя швейцарские наёмники продолжали пользоваться большим спросом. Таким образом, поражение при Мариньяно заложило основу швейцарского нейтралитета. После покорения Миланского герцогства французский король Франциск I заключил со швейцарским союзом «вечный мир» (продолжавшийся 250 лет), по которому Швейцария обязывалась снабжать Францию наёмниками, а также получала французский рынок для сбыта своих товаров (тканей, сыров, позже книг, ювелирных изделий и часов).

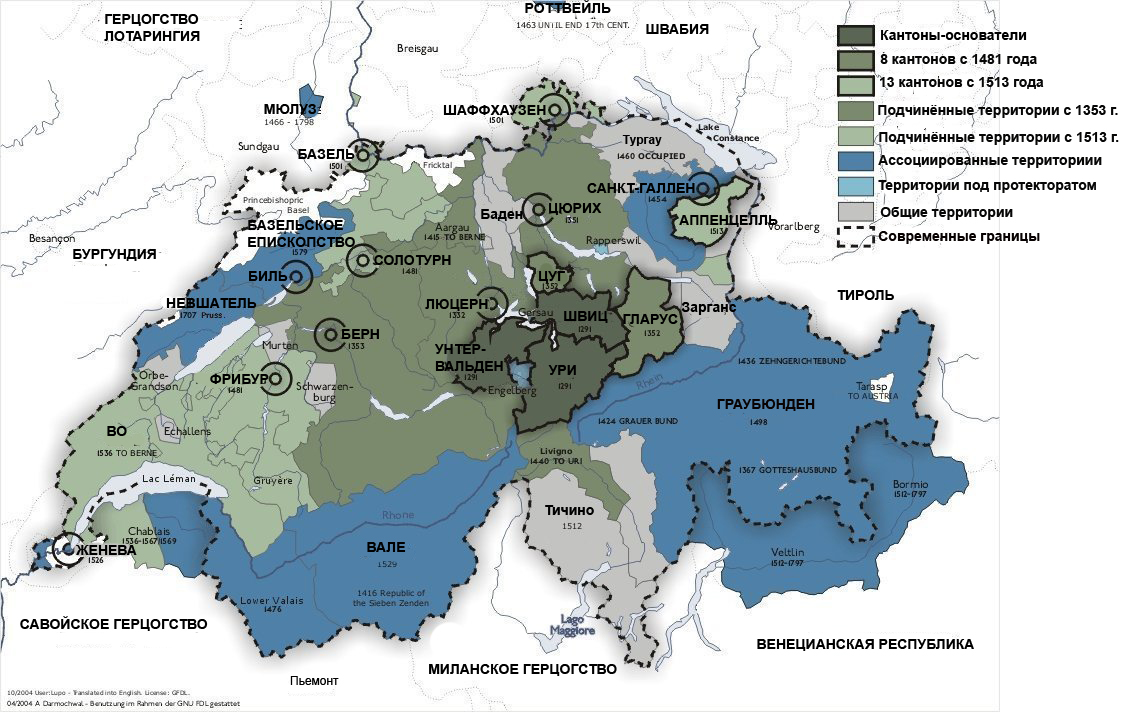
Карта Швейцарского союза

Культурная жизнь в Швейцарском союзе также не стояла на месте. В 1432 году в Базеле начал работу первый и до XIX века единственный швейцарский университет (официальное открытие состоялось только в 1460 году). Также с Базелем связаны имена известного швейцарского врача и учёного Парацельса, учёного-гуманиста Эразма Роттердамского, позже, в XVII—XVIII веках, Иоганна Бернулли, Даниила Бернулли, Леонарда Эйлера.

#### Реформация
В начале XVI века в Германии началась Реформация, в 1520—1530 годах она распространилась и в Швейцарии, даже в более радикальной форме. Центром реформаторского движения стал Цюрих, где был составлен и напечатан первый перевод Библии на немецкий язык. Перевод выполнили Ульрих Цвингли и Лео Иудэ, отпечатана была в типографии Кристофа Фрошауэра. Помимо цвинглианства в Цюрихе также возникло и другое течение Реформации — анабаптизм. В то же время центральная часть Швейцарии оставалась католической, в значительной мере потому, что цвинглианство осуждало использование наёмных армий, а для жителей этого региона служба наёмниками была основным источником дохода.
Примеру Цюриха последовали Берн, Базель, Шаффхаузен, Санкт-Галлен и Гларус, где постепенно к власти пришли сторонники Реформации, а часть так называемых лесных кантонов (Швиц, Ури, Унтервальден и Цуг) и города Люцерн и Фрибур остались верны католицизму. В конфедерации назревал раскол. Первая религиозная война в 1529 году окончилась победой протестантов, за которой последовал мир в Каппеле (отсюда выражение «первая каппельская война»); решение религиозных вопросов предоставлено на усмотрение общин. Католические кантоны не допустили, однако, у себя протестантской проповеди; началась вторая каппельская война, окончившаяся победой католиков и вторым каппельским миром, которым союз протестантских городов был расторгнут. Швейцария распалась на католическую и реформатскую.
Не без сопротивления внедрялась Реформация в Женеве. Здесь главными идеологами реформирования Церкви стали изгнанный из Парижа французский богослов Жан Кальвин и его соотечественник Гийом Фарель. Протестанты мало отличались от католиков в отношении к еретикам, к которым были столь же нетерпимы, доходя до такой же степени жестокости, как и католическая инквизиция. Показательным примером этому служит судьба испанского мыслителя и естествоиспытателя Мигеля Сервета, осуждённого католиками в Лионе и сожжённого на костре 27 октября 1553 года по настоянию Кальвина в Женеве. Не уступали реформаторы и в охоте на ведьм — за период с 1590 по 1600 год только в одном протестантском кантоне Во было на кострах сожжено более 300 женщин. Зато в протестантских кантонах охотно принимали гугенотов (сторонников Реформации) из Франции, а также из других европейских стран, где господствовал католицизм. Больше всего их было в Невшателе и Базеле. Поскольку среди них многие были ювелирами, банкирами и часовщиками, благодаря им западная Швейцария стала центром банковского дела и производства часов.
Центром контрреформации (католической реформации) в Швейцарии стал город Люцерн. Здесь обосновался Карло Борромео, один из самых видных деятелей контрреформации. В 1577 году в Люцерне открылся иезуитский колледж, а веком спустя — иезуитская церковь.
В 1648 году в Вестфальском мирном договоре между крупнейшими европейскими державами независимость Швейцарии была закреплена официально.
Затем конфликт протестантов и католиков вновь дважды выливался в гражданские войны: Первую Фильмергенскую войну 1656 года и Тоггенбурскую войну 1712 года. Основные сражения обеих войн проходили вблизи селения Фильмерген.

#### Начало индустриализации
Несмотря на противостояние католиков и протестантов, жизнь в Швейцарии в XVII—XVIII веках была достаточно мирная. Отсутствие обычных в соседних феодальных государствах расходов на регулярную армию и королевский двор позволило в некоторых городах упразднить налогообложение. Доходы от службы наёмников позволили аккумулировать значительные средства, которые были направлены на развитие промышленности, в первую очередь текстильной и часовой. К концу XVIII века около четверти населения Швейцарии было занято в промышленности, только в одной Женеве было более тысячи часовых мастеров. Значительные доходы давало также ссуживание денег под проценты воюющим странам, главным образом Франции, благодаря чему Женева постепенно становилась финансовым центром Европы.
Текстильная промышленность зародилась на территории Швейцарии в XIV веке, однако её дальнейшее развитие задержала пандемия чумы, от которой погибла пятая часть населения Швейцарского союза. Расцвет ткачества пришёлся на XVII век, когда помимо традиционных шерстяных тканей было освоено производство шёлковых и муслиновых тканей. Из-за ограничений городских гильдий промышленность главным образом развивалась в сельской местности, в основном рядом с Цюрихом, Винтертуром, Санкт-Галленом, Аппенцеллем и Гларусом. Католические (центральные) кантоны и кантон Берн оставались преимущественно аграрными.

## Швейцария в 1798—1815 годах
В XV—XVIII веках Швейцария представляла собой довольно плохо сплочённое объединение кантонов, в каждом из которых правили небольшое число богатых семей. С 1650 по 1790 года периодически происходили крестьянские бунты против такой патрицианской олигархии, однако все они были жестоко подавлены. В XVIII веке ситуация начала меняться, поскольку всё очевидней была необходимость перемен. Центром политической мысли стал Цюрих, где в 1761 году было основано Гельветическое общество, целью которого было создание цельного государства с равноправием для всех его граждан.
Однако революция в Швейцарии стала возможной лишь после Французской Революции. Началась она с кантона Во в 1795 году и распространилась на другие франкоязычные кантоны. В ответ на попытки Берна и немецкоязычных кантонов подавить революцию Франция в 1798 году оккупировала Швейцарию. 12 апреля 1798 года была провозглашена Гельветическая республика. Её конституция была очень близка французской: были учреждены двухпалатный парламент, Совет директоров (правительство) и Верховный суд. Федерализм Швейцарии был упразднён. Совет директоров новообразованной республики первым делом подписал пакт о создании военного альянса с Францией. В 1799—1802 годах Гельветическая республика (вместе с югом Германии и севером Италии) стала ареной военных действий второй коалиционной войны Франции против Великобритании, Австрии и России. К этому времени относится знаменитый переход Суворова через Альпы.
Гельветическая республика не встретила поддержки у населения. Сразу после вывода французских войск в июле 1802 года в центральных кантонах началось восстановление старого порядка. В октябре того же года французские войска вновь были введены в Швейцарию, и в начале 1803 года Наполеон, к тому времени уже взявший бразды правления Францией в свои руки, утвердил стране новую Конституцию («Акт посредничества»), вернувшую федерализм и увеличившую количество кантонов с 13 до 19. Увеличение количества кантонов было вызвано наделением статусом кантонов прежде ассоциированных членов Швейцарского союза: Санкт-Галлен, Граубюнден, Аргау, Тургау, Тичино и Во. Новая конституция действовала до 1815 года. После поражения Наполеона Швейцария вернулась к крайне федеральной форме правления. После возврата Францией аннексированных в 1798 году кантонов (Вале, Невшатель и Женева) их количество дошло до 22. Парижским мирным договором 1815 года за Швейцарией был закреплён статус нейтрального государства.

## Швейцария при действии договора 1815 года (1815—1848)
Согласно договорам Венского конгресса 1814—1815 годов Швейцария становилась независимой от Франции и в ней восстанавливалось прежнее устройство. «Акт посредничества» был заменён Федеральным пактом, в котором новым по сравнению с положением до 1798 года было лишь количество кантонов (22 равноправных кантона), отмена крепостного права и обязательное начальное образование. Но движение за либерализацию страны не исчезло совсем. Под влиянием июльской революции 1830 года во Франции во многих кантонах начались преобразования: в 12 кантонах была упразднена власть аристократов, увеличивалось количество политических газет и журналов, были открыты Цюрихский университет (1833 год) и Бернский университет (1834 год).
В то же время начали проявляться все недостатки отсутствия централизации власти. Даже внутри кантонов возникали неразрешимые противоречия: между городским и сельским населением (что привело к расколу кантона Базель на город Базель и отдельный кантон Базель), между католиками и протестантами, между сторонниками старого строя и сторонниками реформ. В 1839 году произошёл Цюрихский путч — крестьянские волнения, вызванные приглашением на работу в местном университете известного либерала-теолога Давида Штрауса. В 1845 году католические кантоны Люцерн, Ури, Швиц, Унтервальден, Цуг, Фрибур и Вале образовали сепаратистскую Зондербундскую лигу. В неё не вошли два католических кантона Золотурн и Тичино, что указывает на то, что это было скорее политическое объединение, нежели религиозное. В июле 1847 года Совет, представляющий большинство либеральных (протестантских) кантонов, объявил Зондербундскую лигу противоречащей Федеральному пакту и потребовал её роспуска. После отказа в ноябре 1847 года началась Зондербундская война, продолжавшаяся всего 29 дней и унёсшая 80 жизней. Большего кровопролития удалось избежать благодаря генералу Гийом-Анри Дюфуру, а также большому численному перевесу союзной армии.

## Швейцария при действии конституций 1848 и 1874 годов

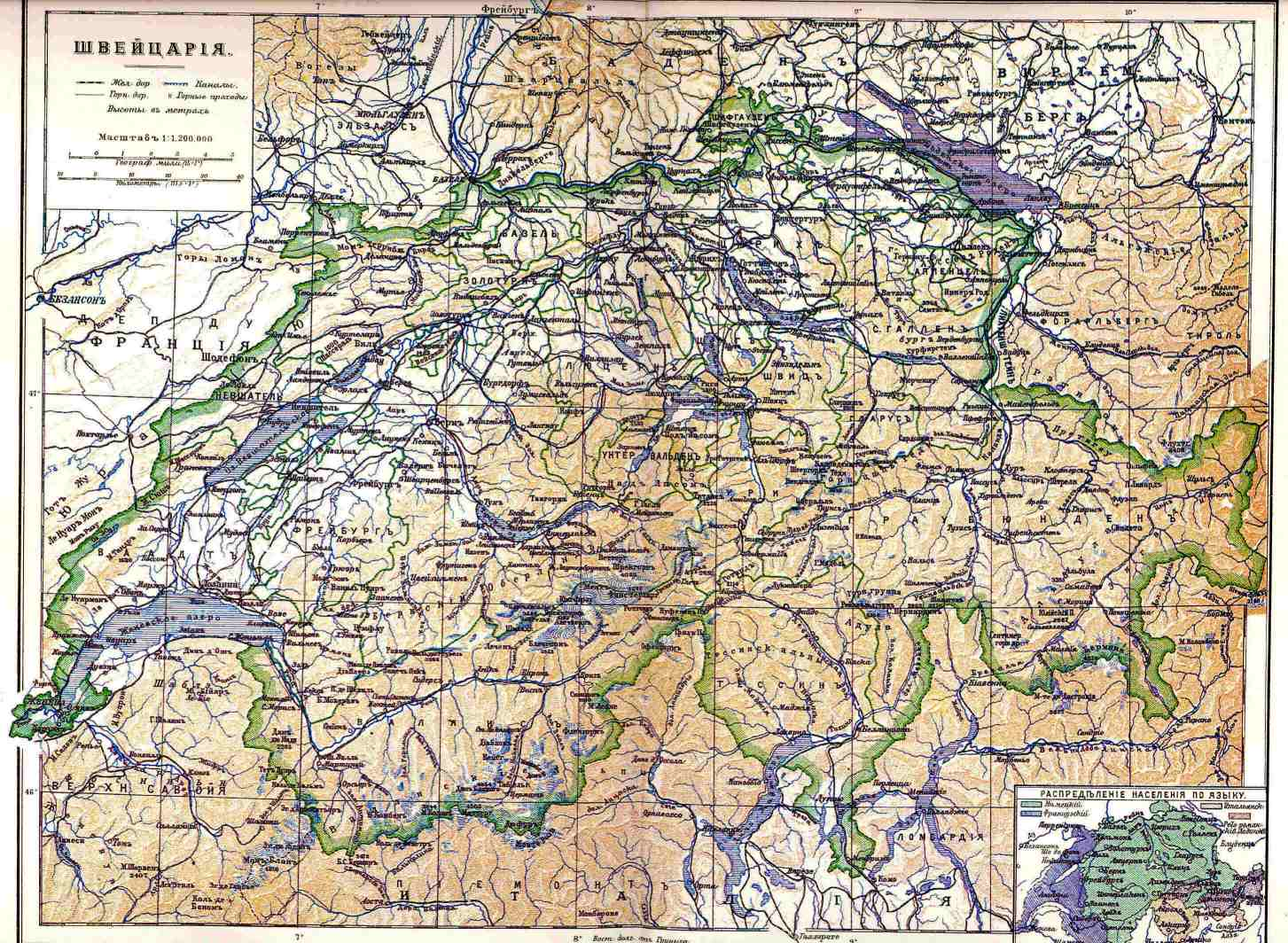
Карта Швейцарии начала XX века из энциклопедии Брокгауза и Ефрона

Победа в Зондербундской войне позволила протестантам и сторонникам реформирования Швейцарии укрепить своё влияние принятием в 1848 году Конституции. Образцом для этой конституции стал основной закон США: провозглашались основные права человека, вводился двухпалатный парламент (Федеральное собрание Швейцарии), федеральное правительство (Федеральный совет Швейцарии) и Верховный суд. В ведение федеральных органов переходили вопросы заключения договоров с другими государствами, таможенная и почтовая служба, чеканка монет. С 1850 года швейцарский франк стал единой валютой страны, а федеральной столицей Швейцарии — Берн. Официальным названием страны стало Швейцарская конфедерация. Пересмотр конституции в 1874 году закрепил возможность прямой демократии в виде референдума по наиболее важным вопросам, а также увеличил роль федеральных органов в вопросах армии и законодательства в социальной и экономической сферах. На первых же выборах в парламент убедительную победу одержали либеральные и радикальные партии, и удерживали власть в течение оставшейся половины XIX века и всего XX века; Консервативная католическая, Швейцарская народная партия, а позже и социалистическая партии неизменно оказывались в меньшинстве. Первый представитель Консервативной католической партии был избран в Федеральный совет только в 1891 году.
В 1864 году по инициативе швейцарского общественного деятеля Анри Дюнана в Женеве был основан Международный комитет Красного Креста.
Федеральная конституция позволила стабилизировать ситуацию в Швейцарии, что способствовало экономическому развитию. Индустриализация Швейцарии началась рано, уже в 1801 году в стране начали собирать первые машины по образцу британских, а к 1814 году машины полностью вытеснили ручной труд из текстильной промышленности. В течение XIX века, особенно его второй половины, в Швейцарии появились предприятия различных отраслей:
- Saurer — производитель швейного и текстильного оборудования (с 1853 года), с 1896 по 1980 год также выпускал легковые и грузовые автомобили и двигатели;
- Sulzer — производитель машин и оборудования с 1834 года;
- Nestlé — производитель продуктов питания с 1866 года;
- Ciba — компания химической промышленности с 1884 года;
- Sandoz — компания химической промышленности с 1886 года;
- Hoffmann–La Roche — фармацевтическая компания с 1896 года;
- часовые компании, в основном в городе Ла-Шо-де-Фон[13].

Важную роль в экономическом развитии Швейцарии играли банки, такие как основанный в 1856 году Credit Suisse и основанный в 1862 году банк Винтертура (позже переименованный в UBS).
Первой железнодорожной линией на территории Швейцарии стало ответвление французской линии Страсбург — Базель, начавшее работать в 1844 году. Первая сугубо швейцарская железнодорожная линия соединила Цюрих и Баден в 1847 году. В 1887 году была построена альпийская железная дорога, прошедшая через Готардский железнодорожный тоннель. В 1901 году крупнейшие частные железные дороги были национализированы для формирования федеральной сети железных дорог.
Начиная с 1850 года в Швейцарии начал развиваться туризм.

## Швейцария во время мировых войн (1914—1945)
Как в Первой, так и во Второй мировых войнах Швейцария занимала позицию вооружённого нейтралитета. С началом Первой мировой войны, 1 августа 1914 года в Швейцарии прошла мобилизация, собравшая около 220 тысяч человек. Однако роль армии ограничилась лишь охраной границ от возможного вторжения, и в последующие годы её численность заметно снизилась, до 12 500 к концу войны. На время войны нейтральная страна стала приютом для беженцев, русских революционеров, а также деятелей искусства, основавших в Швейцарии течение дадаизм. Ноябрь 1918 года ознаменовался массовой забастовкой (около 400 тысяч человек) и попыткой государственного переворота, подавленного с помощью армии.
10 января 1920 года Швейцария стала одной из 42 стран-учредителей Лиги Наций, а в ноябре штаб-квартира этой организации переехала из Лондона в Женеву.
10 мая 1923 года на конференции в Лозанне был убит советский дипломат В. В. Воровский. После того, как его убийца с сообщником были оправданы швейцарским судом, СССР разорвал дипломатические отношения со Швейцарией (были возобновлены в 1946 году).
В 1931 году начали работать три национальных радиопередатчика, в 1941 году они были модернизированы для вещания на зарубежные страны в коротковолновом диапазоне, и в годы Второй мировой войны стали единственным немецкоязычным противовесом нацистской пропаганде.
В 1932 году было основано швейцарское отделение НСДАП, которое некоторое время пользовалось поддержкой населения и даже получило одно место в парламенте (из 187). В том же году в результате сговора женевского правительства и фашистской партии Национальный союз во главе с антисемитом Жоржем Ольтрамаре произошел массовый расстрел рабочей демонстрации 9 ноября на женевской площади Пленпале, в результате чего погибло 13 человек, а еще 65 получили ранения. Опасаясь набирающей влияния Социалистической партии, женевские чиновники поддержали фашистов, которые намеревались провести на площади «общественный суд» над левыми лидерами Леоном Николем и Жаком Дикером. Социалисты собрали массовую акцию протеста, а правительство направило против них офицеров и рекрутов из Лозанны.
Однако позже отношение подавляющего большинства населения Швейцарии к нацистам стало резко отрицательным, и в стране начали появляться многочисленные общества, объединённые в движение «Духовная оборона».
В 1934 году федеральный парламент принял закон о банковской деятельности (Federal Act on Banks and Savings Banks), положивший начало банковской тайне в Швейцарии. С тех пор выдача информации о владельце счёта в швейцарском банке является уголовным преступлением. Изменения в этой сфере начались лишь после 2010 года под давлением США и других стран, в частности в мае 2015 года между Швейцарией и Евросоюзом было подписано соглашение об обмене информацией о счетах клиентов начиная с 2018 года.

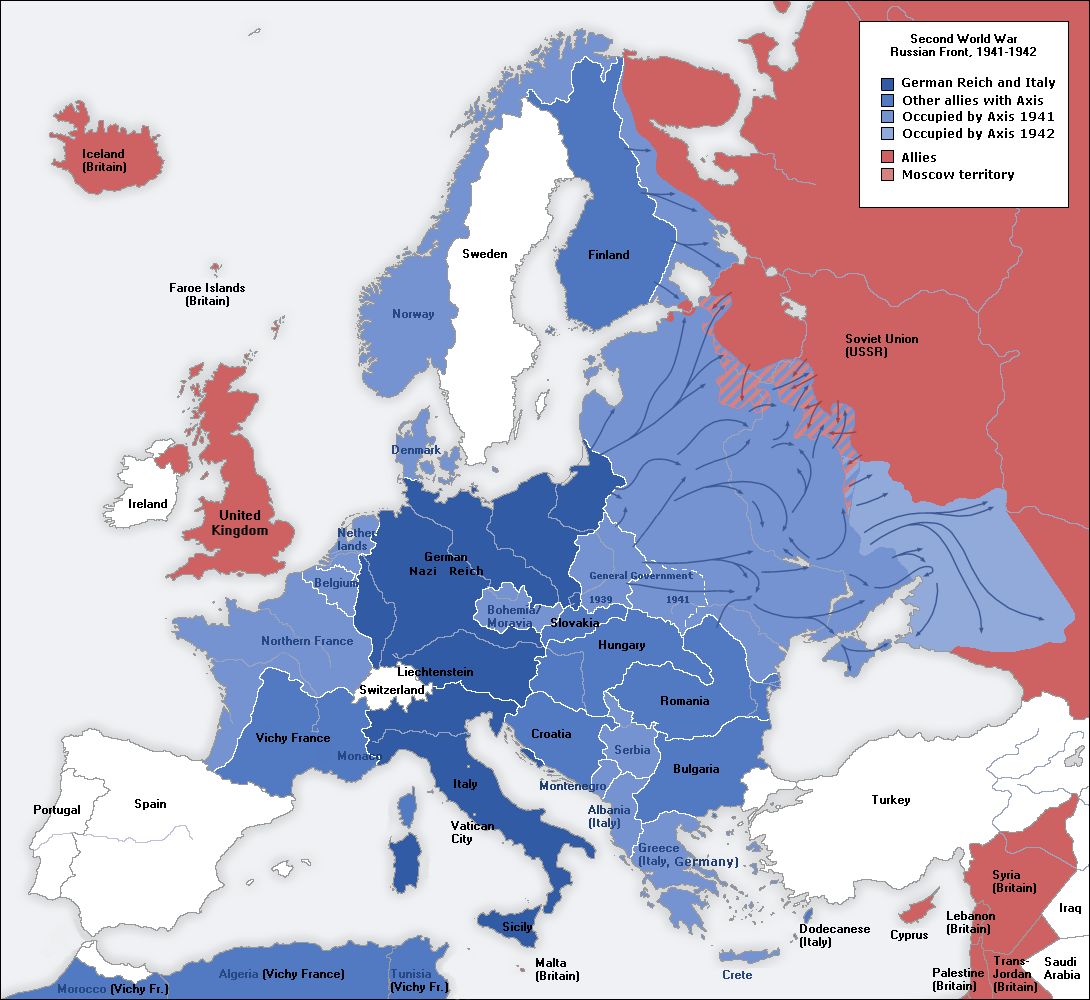
В годы Второй мировой войны Швейцария со всех сторон была окружена территориями, контролируемыми нацистами (синий цвет; карта расстановки сил в 1941—1942 годах)

С началом Второй мировой войны также была проведена мобилизация, которая собрала 430 тысяч военнослужащих (20 % от числа работающих). Главнокомандующим швейцарских войск во время войны был Анри Гизан. Значительным отличием от Первой мировой войны было то, что теперь швейцарская армия значительно уступала возможным агрессорам в количестве современного вооружения. У германского командования был план «Танненбаум» по захвату Швейцарии, однако он не был приведён в исполнение ценой значительных уступок, в первую очередь финансовых. Швейцария, не производя достаточного количества продовольствия и почти не имея сырья для промышленности, во время войны вынуждена была вести внешнюю торговлю в основном с Италией и Германией. Помимо продовольствия и угля Швейцария покупала и золото в обмен на швейцарские франки; всего с 1939 по 1945 год Швейцарский национальный банк купил у Рейхсбанка золота на 1,321 млрд франков, а также предоставлял кредиты и осуществлял денежные переводы клиентов из швейцарских банков в германские. В конце 1996 года в Берне начала работу комиссия под руководством швейцарского историка Жан-Франсуа Бержье (Jean-François Bergier), известная как комиссия Бержье (Bergier commission), которая расследовала факты сотрудничества Швейцарии с нацистским режимом. Её окончательные результаты были опубликованы в 2002 году. Некоторые авторитетные историки, например Серж Кларсфельд высказывали сомнения в отношении объективности выводов комиссии.
В 1946 году по соглашению с союзниками (в первую очередь США) Швейцария выплатила центробанкам Западных стран компенсацию за золото, похищенное нацистами во время оккупации и затем проданное Швейцарии. Общая сумма выплат составила 250 млн швейцарских франков.
В военном смысле, несмотря на декларируемую политику нейтралитета, Швейцарская конфедерация ограниченно сотрудничала с нацистской Германией: по секретному соглашению с вермахтом, Швейцария отправила несколько медицинских миссий на германо-советский фронт. Целью врачей было лечение немецких раненых в госпиталях на оккупированных территориях СССР. Уже во время войны это сотрудничество было осложнено сведениями о военных преступлениях, свидетелями которых стали швейцарские врачи.

## Швейцария в наши дни (с 1945)
Сразу после окончания Второй мировой войны, в 1946 году, в Швейцарии появились планы по созданию своего ядерного оружия. Центром разработок стала Швейцарская высшая техническая школа Цюриха. Однако из-за недостаточного финансирования планы реализованы не были, и в 1969 году Швейцария подписала, а в 1977 году и ратифицировала Договор о нераспространении ядерного оружия, хотя проект полностью был закрыт только в 1988 году. В 1960 году был построен первый в стране ядерный реактор.
В Женеве и прилегающих территориях на границе Швейцарии и Франции работает крупнейшая в мире лаборатория физики высоких энергий. Первоначально, в 1954 году, она была создана как Европейский совет по ядерным исследованиям (фр. Conseil Européen pour la Recherche Nucléaire) и продолжает быть известной по аббревиатуре этого названия — CERN (ЦЕРН). Помимо значительных достижений в изучении атомного ядра, лаборатория известна ещё своим компьютерным центром, в котором в 1989 году было положено начало Всемирной паутине (англ. World Wide Web (WWW)), а в 1991 году были созданы первый веб-сервер, сайт и браузер.
С 1959 года был принят постоянный состав Федерального совета (правительства): два представителя от Либеральной партии, два от консервативной, два Социал-демократа и один представитель Швейцарской народной партии. Такая пропорция сохранялась до 2003 года, когда Швейцарская рабочая партия получила второе место в Совете.
В 1960 году Швейцария стала одним из основателей Европейской ассоциации свободной торговли и продолжает оставаться её членом, так и не войдя в Европейский союз. Также Швейцария вошла в некоторые другие международные организации, такие как Международный валютный фонд и Всемирный банк (оба в 1992 году), Всемирную торговую организацию (1995 год).
Женщины получили право голоса только в 1971 году (в некоторых кантонах — с 1959 года).
В 1979 году по результатам референдума из Бернского кантона был выделен кантон Юра.
В 1999 году на федеральном референдуме была принята новая конституция. В частности она закрепила разделение трёх кантонов (до этого они состояли из шести полукантонов). Новыми полноправными кантонами стали Базель-Ланд и Базель-Штадт, Аппенцелль-Аусерроден и Аппенцелль-Иннерроден, Нидвальден и Обвальден (ранее они составляли кантон Унтервальден, один из трёх основателей Швейцарского союза). Общее количество кантонов в Швейцарии теперь составляет 26.
В 2002 году Швейцария стала членом Организации объединённых наций (ранее, на референдуме в 1986 году, три четверти населения проголосовали против вступления в ООН).
В 2009 году Швейцария вошла в Шенгенское соглашение, в 2008 году также ратифицировала Дублинскую конвенцию (Dublin Regulation), уточняющую трактовку Женевской конвенции 1951 года для стран ЕС и некоторых других европейских стран, в ЕС не входящих.